# Zlatni Pyasatsi Cove
Die Zlatni Pyasatsi Cove (englisch; bulgarisch залив Златни пясъци saliw Slatni Pjasazi) ist eine 1,4 km breite und 1,1 km lange Bucht an der Südostküste von Elephant Island im Archipel der Südlichen Shetlandinseln. Ihr Zentrum liegt 3,5 km nordnordöstlich des Cape Lookout und ihre Einfahrt wird nordöstlich durch den Trifonov Point begrenzt.
Die Bucht wurde durch den Gletscherrückzug zum Ende des 20. Jahrhunderts freigelegt. Britische Wissenschaftler kartierten sie 2009. Die bulgarische Kommission für Antarktische Geographische Namen benannte sie 2019. Namensgeber ist das Kühlschiff Slatni Pjasazi (bulgarisch für Goldstrand) von der Gesellschaft Ocean Fisheries in Burgas, deren Fangflotte von den frühen 1970er Jahren bis in die frühen 1990er Jahre in den Gewässern um Südgeorgien, um die Kerguelen, um die Südlichen Orkneyinseln und die Südlichen Shetlandinseln sowie um die Antarktische Halbinsel operiert hatte.